# Kidmat Tzvi
Kidmat Tzvi (tiếng Hebrew: קִדְמַת צְבִי) là một khu định cư của Israel và moshav ở Cao nguyên Golan. Nằm ở phía bắc của Katzrin, nó thuộc thẩm quyền của Hội đồng khu vực Golan. Năm 2017 nó có dân số 423. [1]
Cộng đồng quốc tế coi các khu định cư của người Israel ở Cao nguyên Golan là bất hợp pháp theo luật pháp quốc tế, nhưng chính phủ Israel tranh chấp điều này.

## Lịch sử
Khu vực này đã bị Quân đội Israel tràn ngập trong Chiến tranh Sáu ngày và sau đó bị chiếm đóng. Khu định cư được xây dựng vào năm 1981, cùng năm khi Israel đơn phương sáp nhập khu vực Golan và áp đặt sự cai trị dân sự của Israel đối với khu vực này. Kidmat Tzvi là một cộng đồng thế tục, không có hội đường.
Gần lối vào kibbutz là đài tưởng niệm, Yad Otniel, dành riêng cho phi công Otniel Shamir của Không quân Israel, gần địa điểm nơi máy bay bị lực lượng Syria bắn hạ trong Chiến tranh Sáu ngày. Cơ thể anh ta chỉ được hồi phục vào năm 1974, và anh ta được chôn cất tại nhà của anh ta, Dorot.

## Nền kinh tế
Đây là một cộng đồng nông nghiệp sản xuất, nơi gà được nuôi và táo, nho, lê và anh đào được trồng. Thị trấn có năm nhà máy rượu vang với tổng sản lượng hơn 130.000 chai mỗi năm.